# Плотников Борис Григорович
Борис Григорович Пло́тников (рос. Борис Григорьевич Плотников; 2 квітня 1949, Нев'янськ, Свердловська область, РРФСР, СРСР — 2 грудня 2020, Москва, Росія) — радянський, російський актор театру і кіно, театральний педагог, професор. Заслужений артист Російської Федерації (1992). Народний артист Російської Федерації (1998). Кавалер ордена Пошани (2005).

## З життєпису
Борис Плотников народився 2 квітня 1949 року в м. Нев'янську (Свердловська область). Закінчив школу № 57 у місті Свердловську-44 (нині Новоуральськ).
Закінчив Свердловське театральне училище (1970) і Уральський державний університет (1983, філологічний факультет).
1969—1978 рр. — актор Свердловського ТЮГу.

1978—1988 рр. — актор Московського театру Сатири.

1988—2002 рр. — актор Центрального академічного театру Радянської Армії.

З 1999 року — актор Театру-студії під керівництвом О. П. Табакова.

З 2002 року — актор МХТ ім. А. П. Чехова. 

Дебютував в кіно головною роллю Сотнікова у стрічці режисера Л. Шепітько «Сходження» (1976, озвучив Олександр Дем'яненко). Картина отримала ряд міжнародних кінопремій.
Глибокий, тонкий драматичний актор. Зіграв у фільмах і телесеріалах більше сімдесяти ролей. Велику популярність принесла роль доктора Борменталя у фільмі В. Бортка «Собаче серце» (1988).
Знімався в кінострічках українських кіностудій: «Напередодні прем'єри» (1978, к/ст ім. Довженка; Андрій Лагутін), «Звинувачення» (1984, к/ст ім. Довженка; Бутенко), «Жив-був Шишлов» (1987, поручик; к/ст ім. Довженка), «Гамбрінус» (1990, Одеська кіностудія).
Працював на озвучуванні фільмів — документальних і анімаційних («Хто?» (1986), «У тиші» (1989), «Дівчинка з сірниками» (1996), «Казки старого піаніно» (2011) та ін.).
Лауреат премії «Московська прем'єра» Фонду К. С. Станіславського та премії Благодійного фонду Олега Табакова (2003).
Автор книги (рос.) «Моя надежда, мука и награда…» (АСТ-Пресс Книга 2004).
У 2011 році, у зв'язку з 310-річчям Нев'янська, нагороджений званням почесного громадянина Нев'янського міського округу.
З 2016 року викладав на кафедрі «Майстерність актора» Російського інституту театрального мистецтва. Професор.
Помер на 72-му році життя 2 грудня 2020 року від пневмонії, викликаною коронавирусною інфекцією.

## Фільмографія
Акторські теле- і кінороботи:
- «Сходження» (1976, Сотніков (озвучив Олександр Дем'яненко); реж. Л. Шепітько)
- «Омелян Пугачов» (1978,  іконописець)
- «Напередодні прем'єри» (1978, Андрій Лагутін; к/ст ім. Довженка, реж. О. Гойда)
- «Дике полювання короля Стаха» (1979, Андрій Белорецький, етнограф; реж. В. Рубінчик)
- «І вічний бій... З життя Олександра Блока» (1980, полковник Сергій Олександрович)
- «Дульсінея Тобоська» (1980, Луїс де Карраскіль; реж. С. Дружиніна)
- «Ліс» (1980, Геннадій Дем'янович Несчастлівцев (роль озвучив — Юрій Демич); реж. В. Мотиль)
- «Дві глави з сімейної хроніки» (1982, Манфред в молодості)
- «Дублер починає діяти» (1983,  Борис Петрович Костін, дублер директора заводу)
- «Життя Берліоза» (1983, Ленфільм; В. Ф. Одоєвський, російський письменник і музикознавець )
- «Казка про Зоряного хлопчика» (1983, психолог сузір'я)
- «Неймовірне парі, або Істинна пригода, що благополучно завершилася сто років тому». Новела «Парі» (1984, студент-юрист; реж. В. Мотиль)
- «Іона, або Художник за роботою» (1984, Іона; реж. О. Кайдановський)
- «Звинувачення» (1984, Бутенко; реж. В. Савельєв, к/ст ім. Довженка)
- «Час синів» (1986, Олександр Кордін)
- «Остання інспекція» (1985, Щербацький)
- «Угода» (1985, Мігель)
- «Михайло Ломоносов» (1986, Петро III; реж. О. Прошкін)
- «Лермонтов» (1986, Юрій Петрович Лермонтов, батько Лермонтова/ Пушкін; реж. М. Бурляєв)
- «Петро Великий»/Peter the Great (1986, телесеріал США; царевич Олексій Петрович)
- «Холодне літо п'ятдесят третього…» (1987, син Старобогатова; реж. О. Прошкін)
- «Білі ночі» (1987, фільм-спектакль, Мрійник)
- «Дні і роки Миколи Батигіна» (1987, Кочергін; реж. Л. Пчолкін)
- «Гобсек» (1987, граф де Ресто)
- «Цей фантастичний світ» (1987, робот-телепат Ербі)
- «Перша зустріч, остання зустріч» (1987, винахідник Куклін; реж. В. Мельников)
- «Собаче серце» (1988, доктор Борменталь)
- «Жив-був Шишлов» (1987, поручик (немає в титрах); к/ст ім. Довженка)
- «Фізики» (1988, Йоганн Вільгельм Мьобіус/ «цар Соломон»)
- «Повістка до суду» (1988, Віктор Андрійович Лучников)
- «Записки божевільного» (1990, фільм-спектакль, Аксентій Іванович Поприщин, титулярний радник)
- «Гамбрінус» (1990, Миша, злодій, бізнесмен, чекіст ; реж. Д. Месхієв, Одеська кіностудія)
- «Після дуелі» (1990, фільм-спектакль, імператор Микола I)
- «Гра в смерть, або Сторонній» (1991, Влад Войку)
- «Машенька» (1991, Олексій Іванович Алфьоров)
- «Тіні» (1991, фільм-спектакль, Бобирєв)
- «Справа Сухово-Кобиліна» (1991, Антон Павлович Чехов)
- «Прогулянка по ешафоту» (1992)
- «Сонм білих княжон» (1992, імператор Микола II)
- «Відлюдник» (1992, Совков; реж. Б. Токарєв)
- «Розкол» (1993, т/ф, П. Б. Струве)
- «Графиня Шереметєва» (1994, Олександр I)
- «Грибоєдовський вальс» (1995, імператор Микола I)
- «Падіння вгору» (1998)
- «Чорна кімната» (2000, кіноальманах; новела «Колекціонери»; Ван Гог/ колекціонер)
- «Імперія під ударом» (2000, т/с, Сергій Олександрович, великий князь)
- «Цвіркун за вогнищем» (2001, Цвіркун; реж. Л. Нечаєв)
- «Лавина» (2001, психотерапевт)
- «Сповідь небіжчика» (2001, короткометражний)
- «Чайка» (2001, фільм-спектакль, Євген Сергійович Дорн)
- «Маска і душа» (2002, реж. С. Колосов)
- «Кабала святош» (2003, фільм-спектакль; маркіз де Шаррон, архієпископ м. Парижа)
- «Євлампія Романова. Слідство веде дилетант». «Покер з акулою» (фільм № 2) (2003, Федір Бурлевський)
- «Бій з тінню» (2005, Дмитро Іванович, доктор)
- «Пушкін. Остання дуель» (2006, Леонтій Дубельт)
- «Сплачено смертю» (2007, телесеріал, Босх)
- «Дядя Ваня» (2007, фільм-спектакль; Іван Петрович Войницький, син Марії Василівни)
- «Експерти» (2007, т/с, Олександр Михайлович Маркін, судово-медичний експерт)
- «Одна любов душі моєї» (2007, т/с, Леонтій Дубельт; реж. Н. Бондарчук)
- «Пригода, складена за поемою М. В. Гоголя „Мертві душі“» (2007, фільм-спектакль)
- «Туман розсіюється» (2008, т/с, Хадсон, співробітник ФБР)
- «Спадщина» (2008, т/с, Михайло Іванович Скворцов, шкільний учитель Романа)
- «Сава» (2008, т/с, Вітте, міністр фінансів)
- «Вольф Мессінг: той, що бачив крізь час» (2009, т/с, Зігмунд Фрейд)
- «Гоголь. Прощальна повість» (2009, документальний)
- «Дар» (2011, т/с, Яків Гордєєв)
- «У кожного своя війна» (2011, т/с, Семен Григорович, бухгалтер)
- "Снайпери: Любов під прицілом» (2012, т/с, Сергій Сергійович Радіонов, батько Каті)
- «Винищувачі. Останній бій» (2015, т/с, Сергачев, директор авіазаводу, генерал-лейтенант)
- «Крила імперії» (2017, т/с, Петро Двинський, князь)
- «Годунов» (2019, т/с, Іов, патріарх Московський і всієї Русі) та ін.

Озвучування мультфільмів:
- рос. «Ух ты, говорящая рыба!» (1983, Еех)
- «Хто?» (1986)
- «У тиші» (1989)
- «Різдвяна заметіль» (1994)
- «Дівчинка з сірниками» (1996)
- «Притча про Різдво» (2000)
- «Легенда про леді Годиву» (2004)
- «Казки старого піаніно», фільм «Джоаккіно Россіні. Записки гурмана» (2011)
- «Казки старого піаніно», фільм «Сергій Прокоф'єв. Четвертий апельсин» (2011, читає текст) та ін.